# Banovci

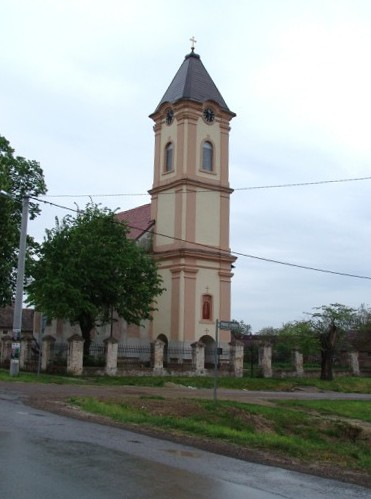
Kostel svatého Petka

Banovci nebo též Šidski Banovci (srbsky Шидски Бановци) je vesnice ve východní části Chorvatska na hranici se Srbskem. Je součástí opčiny Nijemci. V roce 2001 v obci žilo 479 obyvatel, většina obyvatel jsou Srbové.
| Obyvatelstvo | Obyvatelstvo | Obyvatelstvo | Obyvatelstvo | Obyvatelstvo | Obyvatelstvo | Obyvatelstvo | Obyvatelstvo | Obyvatelstvo | Obyvatelstvo | Obyvatelstvo | Obyvatelstvo | Obyvatelstvo | Obyvatelstvo | Obyvatelstvo |
| ------------ | ------------ | ------------ | ------------ | ------------ | ------------ | ------------ | ------------ | ------------ | ------------ | ------------ | ------------ | ------------ | ------------ | ------------ |
| 1857         | 1869         | 1880         | 1890         | 1900         | 1910         | 1921         | 1931         | 1948         | 1953         | 1961         | 1971         | 1981         | 1991         | 2001         |
| 460          | 779          | 651          | 836          | 890          | 990          | 1047         | 1139         | 1028         | 1138         | 1084         | 975          | 778          | 653          | 479          |